# Грімшоу
Грімшоу (англ. Grimshaw) — містечко в Канаді, у провінції Альберта, у складі муніципального району Піс № 135.

## Населення
За даними перепису 2016 року, містечко нараховувало 2718 осіб, показавши зростання на 8,1%, порівняно з 2011-м роком. Середня густина населення становила 383,4 осіб/км².
З офіційних мов обидвома одночасно володіли 100 жителів, тільки англійською — 2 520, тільки французькою — 5, а 15 — жодною з них. Усього 320 осіб вважали рідною мовою не одну з офіційних, з них 30 — одну з корінних мов, а 10 — українську.
Працездатне населення становило 1 565 осіб (74,5% усього населення), рівень безробіття — 11,5% (15,2% серед чоловіків та 7,1% серед жінок). 88,5% осіб були найманими працівниками, а 11,2% — самозайнятими.
Середній дохід на особу становив $59 526 (медіана $45 751), при цьому для чоловіків — $78 546, а для жінок $39 899 (медіани — $64 538 та $31 765 відповідно).
25,2% мешканців мали закінчену шкільну освіту, не мали закінченої шкільної освіти — 29,3%, 45,7% мали післяшкільну освіту, з яких 18,8% мали диплом бакалавра, або вищий.
| Статево-вікова структура населення | Статево-вікова структура населення | Статево-вікова структура населення | Статево-вікова структура населення | Статево-вікова структура населення |
| ---------------------------------- | ---------------------------------- | ---------------------------------- | ---------------------------------- | ---------------------------------- |
|                                    |                                    |                                    |                                    |                                    |
| Всього                             | Всього                             | 49,9%50,1%                         |                                    |                                    |
| 0 — 14 років                       | 0 — 14 років                       |                                    | 21,4%                              | 21,4%                              |
| 15 — 64 років                      | 15 — 64 років                      |                                    | 65,7%                              | 65,7%                              |
| 65 і більше                        | 65 і більше                        |                                    | 12,9%                              | 12,9%                              |
| 85 і більше                        | 85 і більше                        |                                    | 1,8%                               | 1,8%                               |
| Середній вік (років)               | Середній вік (років)               | 35,537,6                           | 36,5                               | 36,5                               |
| Медіана (років)                    | Медіана (років)                    | 32,535,5                           | 34,0                               | 34,0                               |
| — чоловіки — жінки                 |                                    |                                    |                                    |                                    |

| Походження мешканців:     | Походження мешканців:     | Походження мешканців: | Походження мешканців: | Походження мешканців: |
| ------------------------- | ------------------------- | --------------------- | --------------------- | --------------------- |
| Походження                |                           |                       | осіб                  | %                     |
| Корінні американці        | Корінні американці        |                       | 335                   | 12.33%                |
| Інше північноамериканське | Інше північноамериканське |                       | 1 035                 | 38.08%                |
| Європейське               | Європейське               |                       | 2 060                 | 75.79%                |
| британське                | британське                |                       | 1 225                 | 45.07%                |
| французьке                | французьке                |                       | 490                   | 18.03%                |
| українське                | українське                |                       | 315                   | 11.59%                |
| Латинськоамериканське     | Латинськоамериканське     |                       | 80                    | 2.94%                 |
| Карибське                 | Карибське                 |                       | 15                    | 0.55%                 |
| Азійське                  | Азійське                  |                       | 95                    | 3.5%                  |
| Океанійське               | Океанійське               |                       | 10                    | 0.37%                 |

| Зайнятість населення за галузями (за класифікацією NOC): | Зайнятість населення за галузями (за класифікацією NOC): | Зайнятість населення за галузями (за класифікацією NOC): | Зайнятість населення за галузями (за класифікацією NOC): | Зайнятість населення за галузями (за класифікацією NOC): |
| -------------------------------------------------------- | -------------------------------------------------------- | -------------------------------------------------------- | -------------------------------------------------------- | -------------------------------------------------------- |
|                                                          |                                                          |                                                          |                                                          |                                                          |
| Управління                                               | Управління                                               |                                                          | 9%                                                       | 9%                                                       |
| Бізнес, фінанси та адміністрування                       | Бізнес, фінанси та адміністрування                       |                                                          | 13,1%                                                    | 13,1%                                                    |
| Природничі та прикладні науки                            | Природничі та прикладні науки                            |                                                          | 4,2%                                                     | 4,2%                                                     |
| Охорона здоров'я                                         | Охорона здоров'я                                         |                                                          | 7,4%                                                     | 7,4%                                                     |
| Освіта, правозахист, муніципальні та урядові служби      | Освіта, правозахист, муніципальні та урядові служби      |                                                          | 12,5%                                                    | 12,5%                                                    |
| Мистецтво, культура, відпочинок та спорт                 | Мистецтво, культура, відпочинок та спорт                 |                                                          | 1%                                                       | 1%                                                       |
| Роздрібна торгівля та послуги                            | Роздрібна торгівля та послуги                            |                                                          | 21,8%                                                    | 21,8%                                                    |
| Гуртова торгівля, транспорт та обладнання                | Гуртова торгівля, транспорт та обладнання                |                                                          | 24%                                                      | 24%                                                      |
| Природні ресурси, сільське господарство                  | Природні ресурси, сільське господарство                  |                                                          | 2,9%                                                     | 2,9%                                                     |
| Виробництво                                              | Виробництво                                              |                                                          | 4,8%                                                     | 4,8%                                                     |

## Клімат
Середня річна температура становить 1°C, середня максимальна – 21,1°C, а середня мінімальна – -23,2°C. Середня річна кількість опадів – 424 мм.
| Клімат поселення                              | Клімат поселення | Клімат поселення | Клімат поселення | Клімат поселення | Клімат поселення | Клімат поселення | Клімат поселення | Клімат поселення | Клімат поселення | Клімат поселення | Клімат поселення | Клімат поселення | Клімат поселення |
| Показник                                      | Січ.             | Лют.             | Бер.             | Квіт.            | Трав.            | Черв.            | Лип.             | Серп.            | Вер.             | Жовт.            | Лист.            | Груд.            |                  |
| Середній максимум, °C                         | −10,26           | −6,16            | −0,42            | 9,71             | 16,20            | 20,43            | 21,10            | 19,90            | 14,78            | 8,76             | −2,51            | −8,88            |                  |
| Середня температура, °C                       | −16,75           | −12,65           | −6,91            | 3,22             | 9,71             | 13,93            | 15,88            | 14,70            | 9,57             | 3,55             | −7,72            | −14,08           |                  |
| Середній мінімум, °C                          | −23,24           | −19,14           | −13,4            | −3,28            | 3,20             | 7,44             | 10,68            | 9,48             | 4,36             | −1,66            | −12,93           | −19,3            |                  |
| Норма опадів, мм                              | 26               | 20               | 17               | 17               | 37               | 69               | 69               | 54               | 40               | 26               | 27               | 22               |                  |
| Середньомісячна швидкість вітру, м/с          | 3.90             | 3.82             | 3.80             | 4.00             | 4.00             | 3.80             | 3.22             | 3.30             | 3.72             | 4.20             | 3.80             | 4.00             |                  |
| Середньомісячна сонячна радіація, кДж/м²·день | 2448             | 5697             | 11213            | 16719            | 20119            | 21742            | 21192            | 17342            | 11285            | 6139             | 2828             | 1666             |                  |
| --------------------------------------------- | ---------------- | ---------------- | ---------------- | ---------------- | ---------------- | ---------------- | ---------------- | ---------------- | ---------------- | ---------------- | ---------------- | ---------------- | ---------------- |
| Джерело:                                      |                  |                  |                  |                  |                  |                  |                  |                  |                  |                  |                  |                  |                  |